# Jaldakha Chhu
Jaldakha Chhu är ett vattendrag i Bhutan. Det ligger i den sydvästra delen av landet, 140 kilometer söder om huvudstaden Thimphu.
Trakten runt Jaldakha Chhu består till största delen av jordbruksmark. Runt Jaldakha Chhu är det tätbefolkat, med 881 invånare per kvadratkilometer.